# Nevy-lès-Dole
Nevy-lès-Dole is een gemeente in het Franse departement Jura (regio Bourgogne-Franche-Comté) en telt 217 inwoners (1999). De plaats maakt deel uit van het arrondissement Dole.

## Geografie
De oppervlakte van Nevy-lès-Dole bedraagt 7,1 km², de bevolkingsdichtheid is 30,6 inwoners per km².

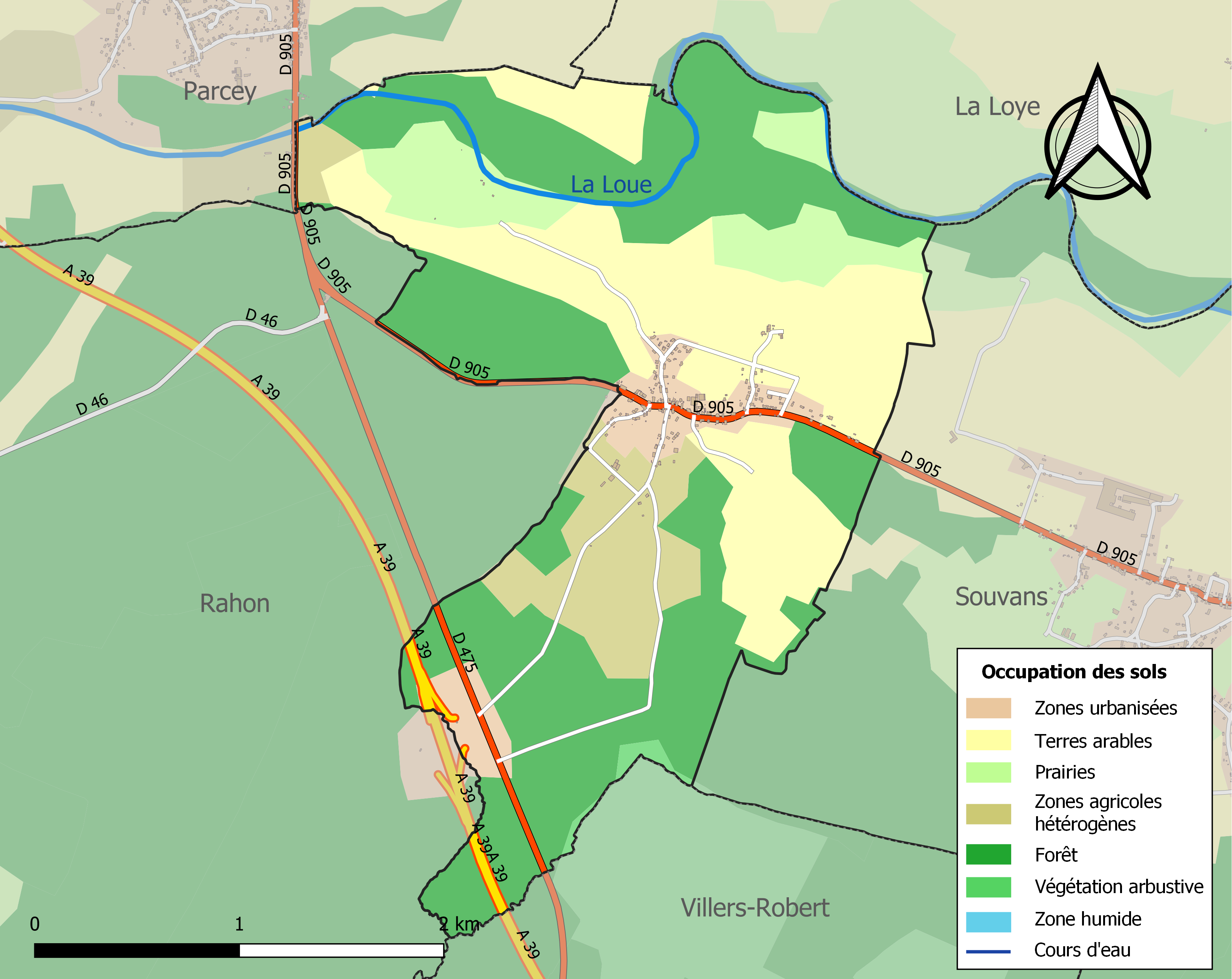
Kaart van de gemeente met de belangrijkste infrastructuur, bodemgebruik en omliggende gemeenten

## Demografie
Onderstaande figuur toont het verloop van het inwonertal (bron: INSEE-tellingen).